# Dohem
Dohem (niederländisch Dallem) ist eine französische Gemeinde mit 830 Einwohnern (Stand: 1. Januar 2022) im Département Pas-de-Calais in der Region Hauts-de-France. Sie gehört zum Arrondissement Saint-Omer und zum Kanton Lumbres.

## Geographie
Die Gemeinde Dohem liegt etwa 13 Kilometer südsüdwestlich von Saint-Omer und ist Teil des Regionalen Naturparks Caps et Marais d’Opale. Nachbargemeinden von Dohem sind Cléty im Norden und Nordosten, Delettes im Osten, Coyecques im Südosten und Süden, Audincthun im Süden und Südwesten, Saint-Martin-d’Hardinghem im Südwesten sowie Avroult im Westen. Im äußersten Südwesten der Gemeinde Dohem stehen vier Windkraftanlagen als Teil eines interkommunalen Windparks.

## Bevölkerungsentwicklung
| Jahr                       | 1962 | 1968 | 1975 | 1982 | 1990 | 1999 | 2006 | 2013 | 2022 |
| Einwohner                  | 593  | 575  | 613  | 687  | 705  | 712  | 745  | 831  | 830  |
| Quellen: Cassini und INSEE |      |      |      |      |      |      |      |      |      |

## Sehenswürdigkeiten
- Kirche Saint-Omer aus dem 15. Jahrhundert, heutiger Bau aus dem 19. Jahrhundert
- Kapelle Notre-Dame-des-Champs
- Kapelle Notre-Dame-de-Pontmain
- Burg Dohem
- Schloss
- Wasserturm

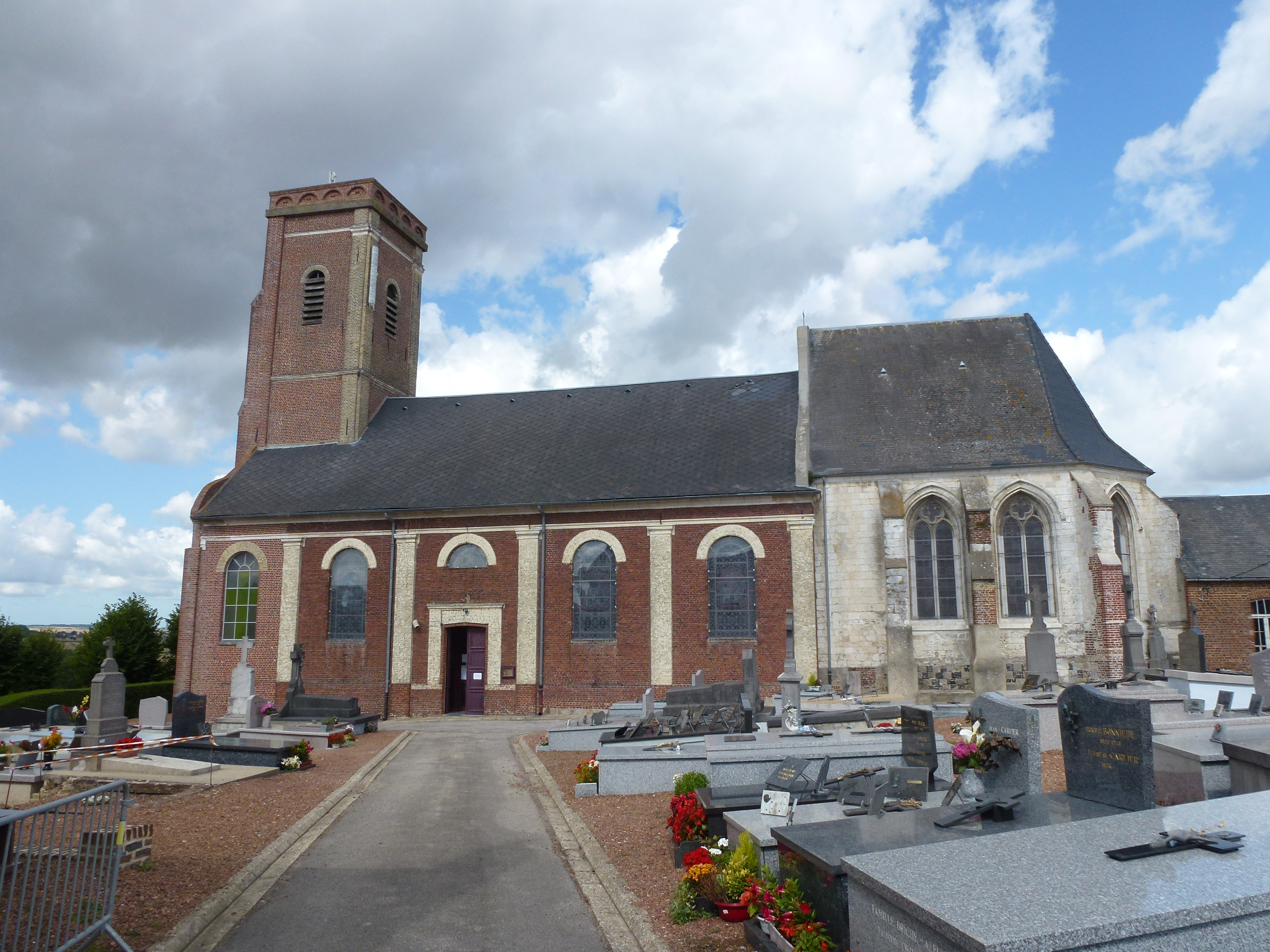
Kirche Saint-Omer
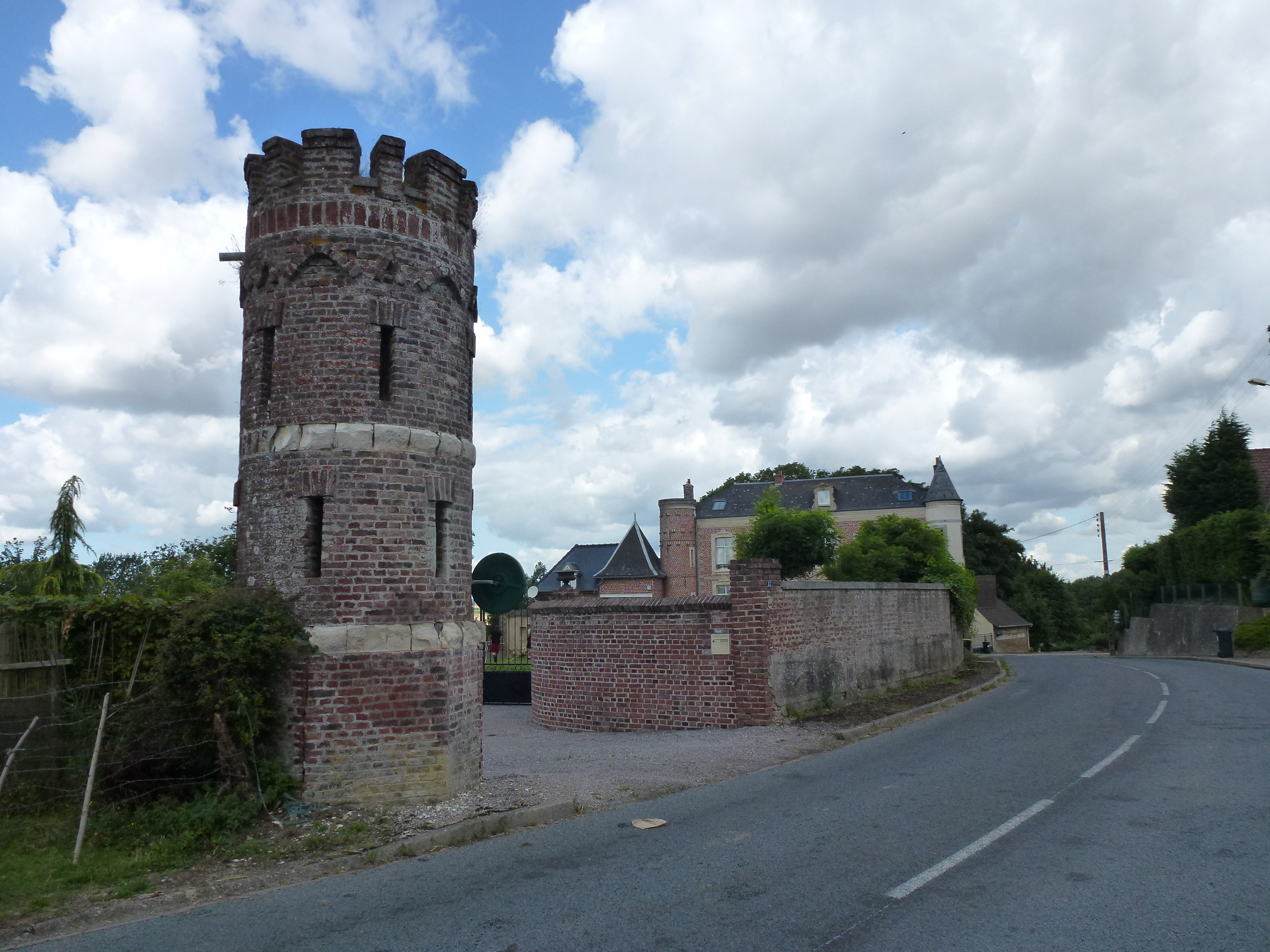
Burg Dohem
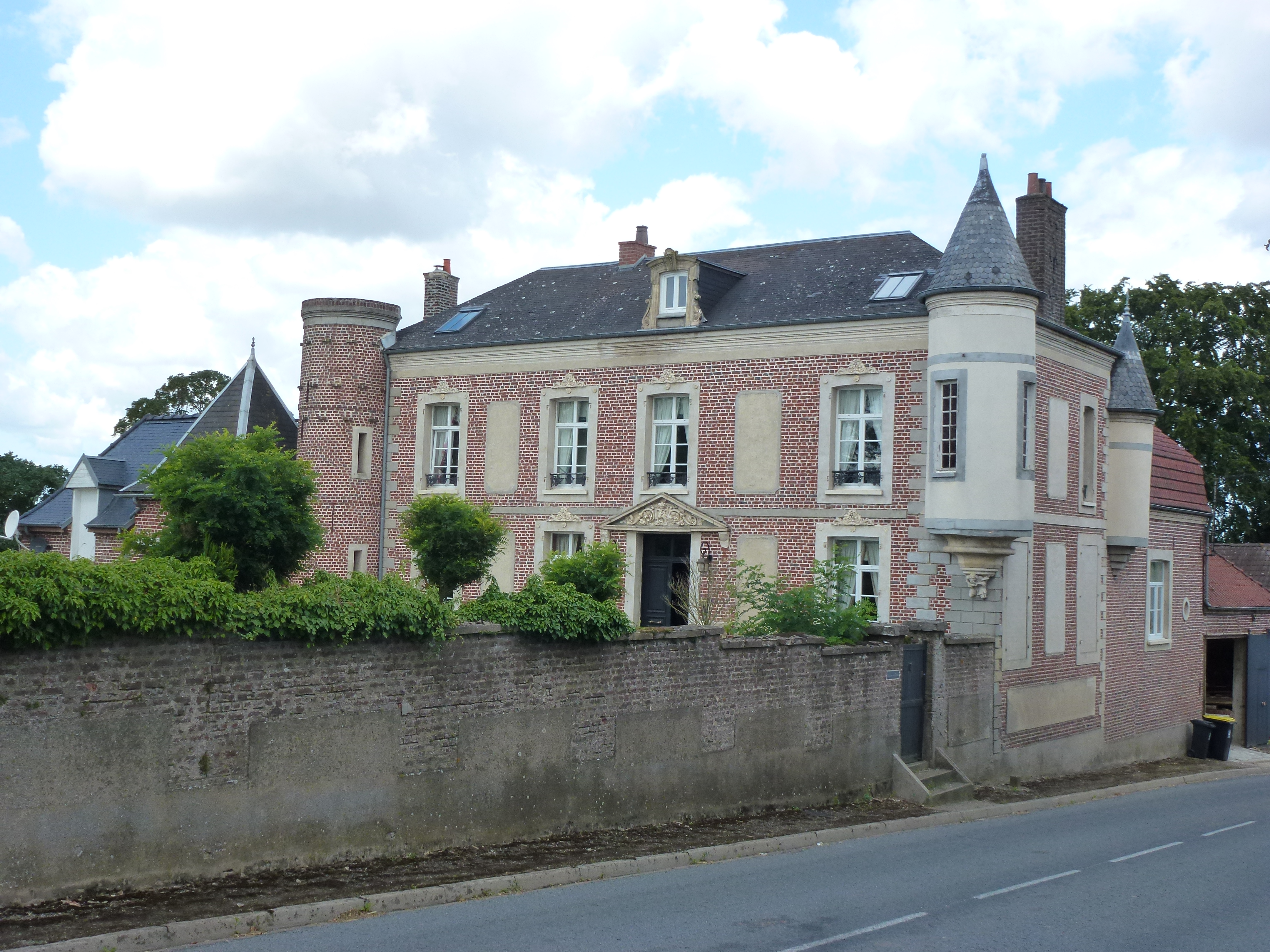
Schloss
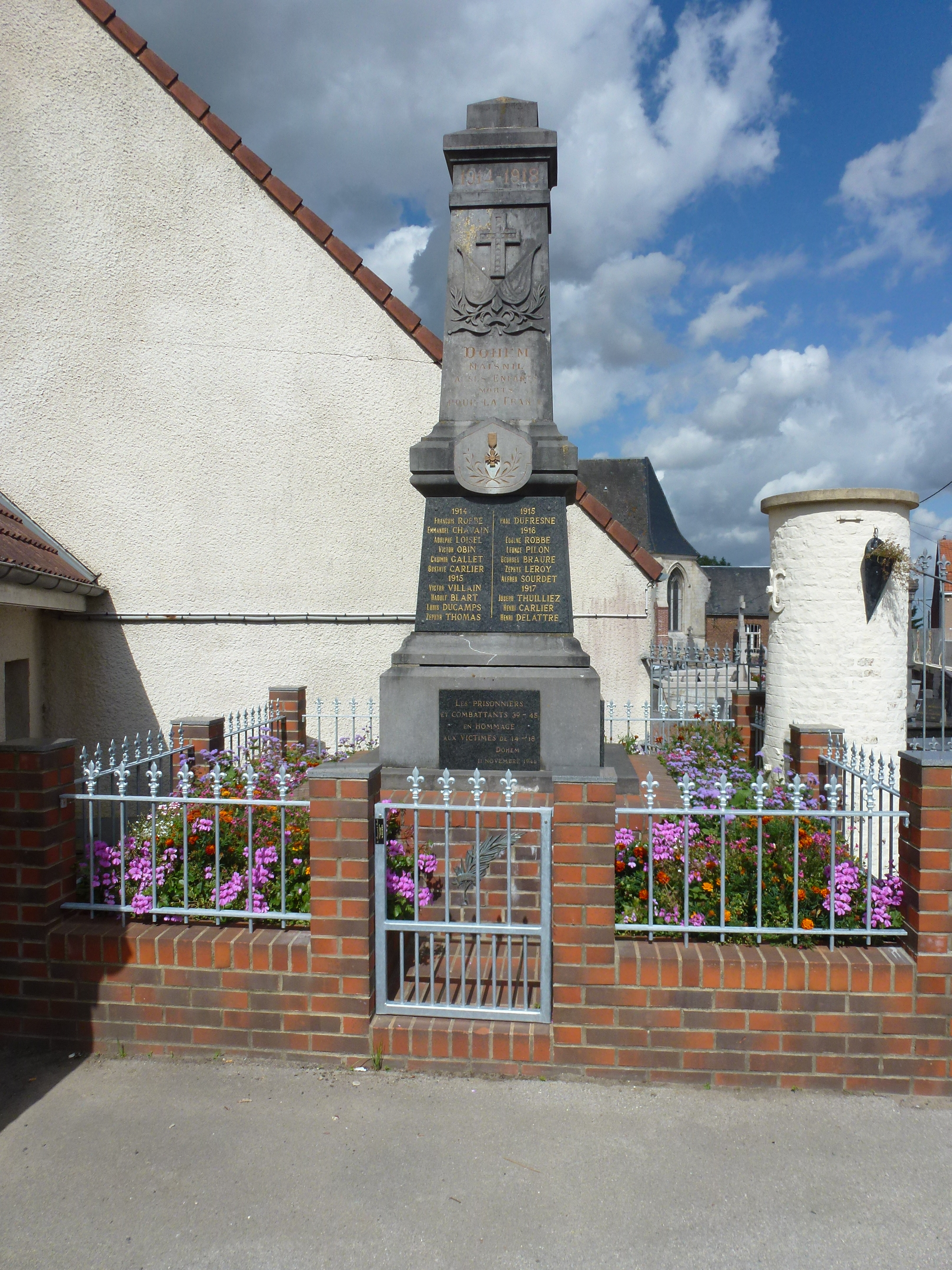
Gefallenendenkmal